# Goniodoris mercurialis
Goniodoris mercurialis Macnae, 1958 è un mollusco nudibranchio della famiglia Goniodorididae.
Il nome deriva dal latino mercurialis, cioè attivo, vivace.

## Biologia
Si nutre di tunicati.